# Molenwaard

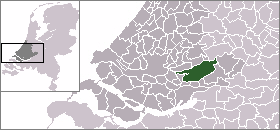
Molenwaards läge

Molenwaard är en historisk kommun i provinsen Zuid-Holland i Nederländerna. Kommunens totala area är 126,47 km² (där 8,18 km² är vatten) och invånarantalet är på 29 230 invånare (2017).